# Milan Nedić
Milan Nedić (srbsky Милан Heдић) (2. září 1878 Grocka – 4. února 1946 Bělehrad) byl srbský generál a politik.
Srbsko ovládal v časech druhé světové války, kdy byly poměry složité a v zemi vládla tzv. vláda národní spásy. Tento kabinet, který zde byl dosazen 29. srpna 1941 zástupcem Wehrmachtu Heinrichem Danckelmannem, měl loutkový charakter a spolupracoval s okupačními mocnostmi, hlavně tedy Němci. Nedić byl voják již od časů první světové války, v období těsně před okupací a převratem v Jugoslávii zastával pozici ministra obrany. Nebyl prospěchářským kolaborantem, funkci přijal po výhrůžkách a pod několika podmínkami, mezi kterými byla autonomie pro Srbsko či přičlenění některých srbských částí Chorvatska; tyto podmínky však nebyly ze strany Německa splněny.
Bezpečnostní složky vedené jeho vládou spolupracovaly při provádění holocaustu na území Srbska: do poloviny roku 1942 byla naprostá většina z asi 15 000 Židů zavražděna nebo poslána do koncentračních táborů v Srbsku. Malému počtu Židů se podařilo připojit k partyzánům nebo se ukrýt, ale do osvobození Srbska září 1944 srbské bezpečnostní síly zadržely a Němcům předaly nejméně 445 z nich.
Nedićova kariéra skončila spolu s válkou; postup partyzánů vedl k postupnému omezování vlivu jeho vlády. Dne 4. října 1944 byl kabinet rozpuštěn a Nedić převezen do Kitzbühelu. Padl do rukou britským vojákům a ti ho v roce 1946 vydali jugoslávským úřadům. Nedić byl uvězněn v Bělehradské věznici, v roce 1946 však spáchal skokem z okna sebevraždu.